# Marek Krystian Emanuel Baczewski
Marek Krystian Emanuel Baczewski (ur. 1964), prawdziwe nazwisko Kowalik, polski poeta, prozaik, krytyk literacki, autor słuchowisk radiowych, felietonista FA-artu oraz pisma Opcje. Mieszka w Zawierciu.
Laureat Nagrody Głównej Ogólnopolskiego Konkursu Poetyckiego im. R.M. Rilkego w 1997. Laureat III Tyskiej Zimy Poetyckiej 2003. W maju 2007 roku został nominowany do Nagrody Literackiej Gdynia za tomik Morze i inne morza wydany przez Instytut Mikołowski.  